# کازوهیکو شینگیوجی
کازوهیکو شینگیوجی (انگلیسی: Kazuhiko Shingyoji؛ زادهٔ ۵ فوریهٔ ۱۹۸۶) بازیکن فوتبال اهل ژاپن است.